# Baglæns kontrasejre
Baglæns kontrasejre er en kvadrilledans.
Under første reprise danser man med løbetrin først til venstre og så til højre.
Under anden reprise bytter 1. og 2. par danser ved først at løbe gennem en port dannet af 3. og 4. par. Damen løber ud til venstre bag om herren og over på modstående plads. Herren løber til højre rundt om nærmeste dame, møder modstående dame og svinger rundt med hende med hurretrin. Dette gentages hvor det nu er 3. og 4. par der bytter og 1. og 2. par der danner port.
Ved tredje reprise som er dansens omkvæd løber 1. og 2. par mod hinanden, tilbage igen og mod hinanden igen, hvor damerne så kommer hjem til egen danser. 3. og 4. par gør nu det samme.  Ved tredje reprise er det meget almindeligt at synge; 
Nu kommer jeg med Sisse,

nu kommer Sisse hjem igen.

Her kommer jeg med Sisse,

nu kommer Sisse hjem
Under fjerde reprise danser man kæde med hoptrin, hvor man gør et enkelt ophold når man er nået halvvejs rundt og laver en enkelt appel og fortsætter så resten af vejen.
Når musikken begynder forfra kan man danse forskellige ture. De fleste ture har en fast rækkefølge. Først damerne så herrerne.
Turene er:
- Enhåndsmølle
- Tohåndsmølle
- Livfatning

Og så rundes dansen af med at svinge egen først på normal vis og så baglæns.